# Shanghai Masters 2023
Il Shanghai Masters 2023, conosciuto anche come Rolex Shanghai Masters 2023 per motivi di sponsorizzazione, è stato un torneo di tennis giocato sul cemento. È stata la 12ª edizione del torneo facente parte della categoria ATP Tour Masters 1000 nell'ambito dell'ATP Tour 2023. Il torneo si è giocato al Qizhong Forest Sports City Arena di Shanghai, in Cina, dal 4 al 15 ottobre 2023.

## Partecipanti al singolare

### Teste di serie
| Nazionalità | Giocatore                   | Ranking* | Testa di serie |
| ----------- | --------------------------- | -------- | -------------- |
| Spagna      | Carlos Alcaraz              | 2        | 1              |
|             | Daniil Medvedev             | 3        | 2              |
| Danimarca   | Holger Rune                 | 5        | 3              |
| Grecia      | Stefanos Tsitsipas          | 6        | 4              |
|             | Andrej Rublëv               | 7        | 5              |
| Italia      | Jannik Sinner               | 4        | 6              |
| Stati Uniti | Taylor Fritz                | 8        | 7              |
| Norvegia    | Casper Ruud                 | 9        | 8              |
| Germania    | Alexander Zverev            | 10       | 9              |
| Stati Uniti | Frances Tiafoe              | 11       | 10             |
| Australia   | Alex de Minaur              | 12       | 11             |
| Stati Uniti | Tommy Paul                  | 13       | 12             |
|             | Karen Chačanov              | 14       | 13             |
| Canada      | Félix Auger-Aliassime       | 15       | 14             |
| Regno Unito | Cameron Norrie              | 16       | 15             |
| Polonia     | Hubert Hurkacz              | 17       | 16             |
| Italia      | Lorenzo Musetti             | 18       | 17             |
| Bulgaria    | Grigor Dimitrov             | 19       | 18             |
| Stati Uniti | Ben Shelton                 | 20       | 19             |
| Argentina   | Francisco Cerúndolo         | 21       | 20             |
| Germania    | Jan-Lennard Struff          | 27       | 21             |
| Cile        | Nicolás Jarry               | 22       | 22             |
| Paesi Bassi | Tallon Griekspoor           | 24       | 23             |
| Spagna      | Alejandro Davidovich Fokina | 25       | 24             |
| Argentina   | Sebastián Báez              | 29       | 25             |
| Stati Uniti | Sebastian Korda             | 26       | 26             |
| Rep. Ceca   | Jiří Lehečka                | 30       | 27             |
| Argentina   | Tomás Martín Etcheverry     | 31       | 28             |
| Stati Uniti | Christopher Eubanks         | 32       | 29             |
| Regno Unito | Daniel Evans                | 33       | 30             |
| Francia     | Adrian Mannarino            | 23       | 31             |
| Francia     | Ugo Humbert                 | 34       | 32             |

* Ranking al 2 ottobre 2023.

### Altri partecipanti
I seguenti giocatori hanno ricevuto una wildcard per il tabellone principale:
- Bu Yunchaokete
- Fabio Fognini
- Diego Schwartzman
- Shang Juncheng
- Te Rigele

I seguenti giocatori sono passati dalle qualificazioni:

- Rinky Hijikata
- Aleksandar Kovacevic
- James Duckworth
- Stefano Napolitano
- Térence Atmane
- Philip Sekulic
- Beibit Žukaev
- Michail Kukuškin
- Hsu Yu-hsiou
- Denis Yevseyev
- Tseng Chun-hsin
- Dane Sweeny

### Ritiri
Prima del torneo
- Roberto Bautista Agut → sostituito da  Fábián Marozsán
- Matteo Berrettini → sostituito da  Aslan Karacev
- Aleksandr Bublik → sostituito da  Cristian Garín
- Borna Ćorić → sostituito da  Aleksandr Ševčenko
- Novak Đoković → sostituito da  Nuno Borges
- Dominik Koepfer → sostituito da  Thanasi Kokkinakis
- Kei Nishikori → sostituito da  Jaume Munar
- Milos Raonic → sostituito da  Yosuke Watanuki
- Emil Ruusuvuori → sostituito da  Tarō Daniel
- Denis Shapovalov → sostituito da  Alexandre Müller

## Partecipanti al doppio

### Teste di serie
| Nazione     | Giocatore         | Nazione     | Giocatore              | Ranking* | Testa di serie |
| ----------- | ----------------- | ----------- | ---------------------- | -------- | -------------- |
| Croazia     | Ivan Dodig        | Stati Uniti | Austin Krajicek        | 3        | 1              |
| Paesi Bassi | Wesley Koolhof    | Regno Unito | Neal Skupski           | 7        | 2              |
| Stati Uniti | Rajeev Ram        | Regno Unito | Joe Salisbury          | 11       | 3              |
| India       | Rohan Bopanna     | Australia   | Matthew Ebden          | 15       | 4              |
| Argentina   | Máximo González   | Argentina   | Andrés Molteni         | 19       | 5              |
| Messico     | Santiago González | Francia     | Édouard Roger-Vasselin | 23       | 6              |
| Spagna      | Marcel Granollers | Argentina   | Horacio Zeballos       | 28       | 7              |
| El Salvador | Marcelo Arévalo   | Paesi Bassi | Jean-Julien Rojer      | 32       | 8              |

* Ranking al 25 settembre 2023.

### Altri partecipanti
Le seguenti coppie di giocatori hanno ricevuto una wildcard per il tabellone principale:
- Jannik Sinner /  Zhang Zhizhen
- Li Zhe /  Sun Fajing
- Gonzalo Escobar /  Oleksandr Nedovjesov

### Ritiri
Prima del torneo
- Hubert Hurkacz /  Mate Pavić → sostituiti da  Hubert Hurkacz /  Ben Shelton
- Adrian Mannarino /  Fabrice Martin → sostituiti da  Ugo Humbert /  Adrian Mannarino
- Marcelo Melo /  Alexander Zverev → sostituiti da  Rafael Matos /  Marcelo Melo
- Jannik Sinner /  Zhang Zhizhen → sostituiti da  Alexei Popyrin /  Aleksandar Vukic

## Campioni

### Singolare
Hubert Hurkacz ha sconfitto in finale  Andrej Rublëv con il punteggio di 6-3, 3-6, 7-6(8).
• È il settimo titolo in carriera per Hurkacz, il secondo in stagione.

### Doppio
Marcel Granollers /  Horacio Zeballos hanno sconfitto in finale  Rohan Bopanna /  Matthew Ebden con il punteggio di 5-7, 6-2, [10-7].